# Sobîceve, Șostka
Sobîceve (în ucraineană Собичеве) este o comună în raionul Șostka, regiunea Sumî, Ucraina, formată numai din satul de reședință.

## Demografie
Componența lingvistică a comunei Sobîceve
     Ucraineană (91,73%)
     Rusă (7,96%)
     Alte limbi (0,31%)
Conform recensământului din 2001, majoritatea populației comunei Sobîceve era vorbitoare de ucraineană (91,73%), existând în minoritate și vorbitori de rusă (7,96%).